# 1941 no desporto

## Eventos
- 25 de janeiro de 1941 - Fundação do Clube Atlético Bandeirantes em São Carlos.

## Nascimentos
| Data            | Nome                     | Profissão                              | Nacionalidade                     | Observações | Ref    |
| --------------- | ------------------------ | -------------------------------------- | --------------------------------- | ----------- | ------ |
| 17 de fevereiro | Alexandre Baptista       | futebolista                            | Portugal                          | m. 2024     | [ 1 ]  |
| 26 de março     | Lella Lombardi           | ex-piloto de Fórmula 1                 | Itália                            | m. 1992     | [ 2 ]  |
| 6 de abril      | Barbara Roles            | patinadora artística                   | Estados Unidos                    |             |        |
| 12 de abril     | Bobby Moore              | futebolista                            | Inglaterra                        | m. 1993     | [ 3 ]  |
| 14 de abril     | Pete Rose                | jogador de beisebol                    | Estados Unidos                    | m. 2024     |        |
| 28 de abril     | Lucien Aimar             | ciclista                               | França                            |             |        |
| 13 de maio      | Nona Gaprindashvili      | jogadora de xadrez                     | Geórgia (atual) · União Soviética |             |        |
| 1 de junho      | Nicole Hassler           | patinadora artística                   | França                            | m. 1996     |        |
| 12 de junho     | Antônio Lopes dos Santos | treinador de futebol                   | Brasil                            |             |        |
| 12 de julho     | Benny Parsons            | automobilista e locutor/analista de tv | Estados Unidos                    | m. 2007     | [ 4 ]  |
| 2 de agosto     | Guy Revell               | patinador artístico                    | Canadá                            | m. 1981     |        |
| 11 de agosto    | Alla Kushnir             | jogadora de xadrez                     | Israel · União Soviética (nasc.)  | m. 2013     | [ 5 ]  |
| 15 de setembro  | Flórián Albert           | futebolista                            | Hungria                           | m. 2011     | [ 6 ]  |
| 22 de setembro  | José Carlos              | futebolista                            | Portugal                          |             |        |
| 27 de setembro  | Peter Bonetti            | ex-goleiro                             | Inglaterra                        | m. 2020     | [ 7 ]  |
| 30 de setembro  | Reine Wisell             | ex-piloto de Fórmula 1                 | Suécia                            | m. 2022     | [ 8 ]  |
| 1 de outubro    | Chiaki Ishii             | judoca                                 | Brasil · Japão (nasc.)            |             |        |
| 3 de outubro    | Andrea de Adamich        | ex-piloto de Fórmula 1                 | Itália                            |             |        |
| 31 de outubro   | Derek Bell               | ex-piloto de Fórmula 1                 | Inglaterra                        |             |        |
| 18 de novembro  | Gary Bettenhausen        | ex-automobilista                       | Estados Unidos                    | m. 2014     | [ 9 ]  |
| 8 de dezembro   | Geoff Hurst              | ex-futebolista                         | Inglaterra                        |             |        |
| 9 de dezembro   | Wolfgang Danne           | patinador artístico                    | Alemanha Ocidental                | m. 2019     | [ 10 ] |
| 24 de dezembro  | Howden Ganley            | piloto de Fórmula 1                    | Nova Zelândia                     |             |        |
| 31 de dezembro  | Alex Ferguson            | treinador de futebol                   | Escócia                           |             |        |

## Mortes
| Data          | Nome           | Profissão  | Nacionalidade | Observações | Ref |
| ------------- | -------------- | ---------- | ------------- | ----------- | --- |
| 11 de janeiro | Emanuel Lasker | enxadrista | Alemanha      | n. 1868     |     |